# László Ladányi
László Ladányi (24 de octubre de 1907 Budapest – 8 de enero de 1992 Tel Aviv) fue un poeta, escritor, dramaturgo y reportero.

## Biografía
Ya desde joven, Ladányi fue un conocido escritor en su Hungría natal. A los 50 años emigró a 
Israel, donde siguió escribiendo para la prensa, tanto israelí como extranjera. Mientras vivía en Hungría, escribió sobre todo poesía y obras de teatro, pero después de trasladarse a Israel descubrió un nuevo género de escritura y comenzó a escribir prosa, cuentos y novelas cortas.

Los críticos literarios ven en sus obras un estilo innovador y variado. El realismo y el simbolismo poético se intercalan con motivos líricos y filosóficos. El leitmotiv de muchos de sus relatos es el hombre arrastrado por la corriente del destino ciego, bajo la sombra amenazante de la guerra y el continuo anhelo de alegría y belleza. Por otra parte, sus obras satíricas, dotadas de un humor sutil, demuestran su amor a la vida y su convicción en la victoria del humanismo y el sentido común. 

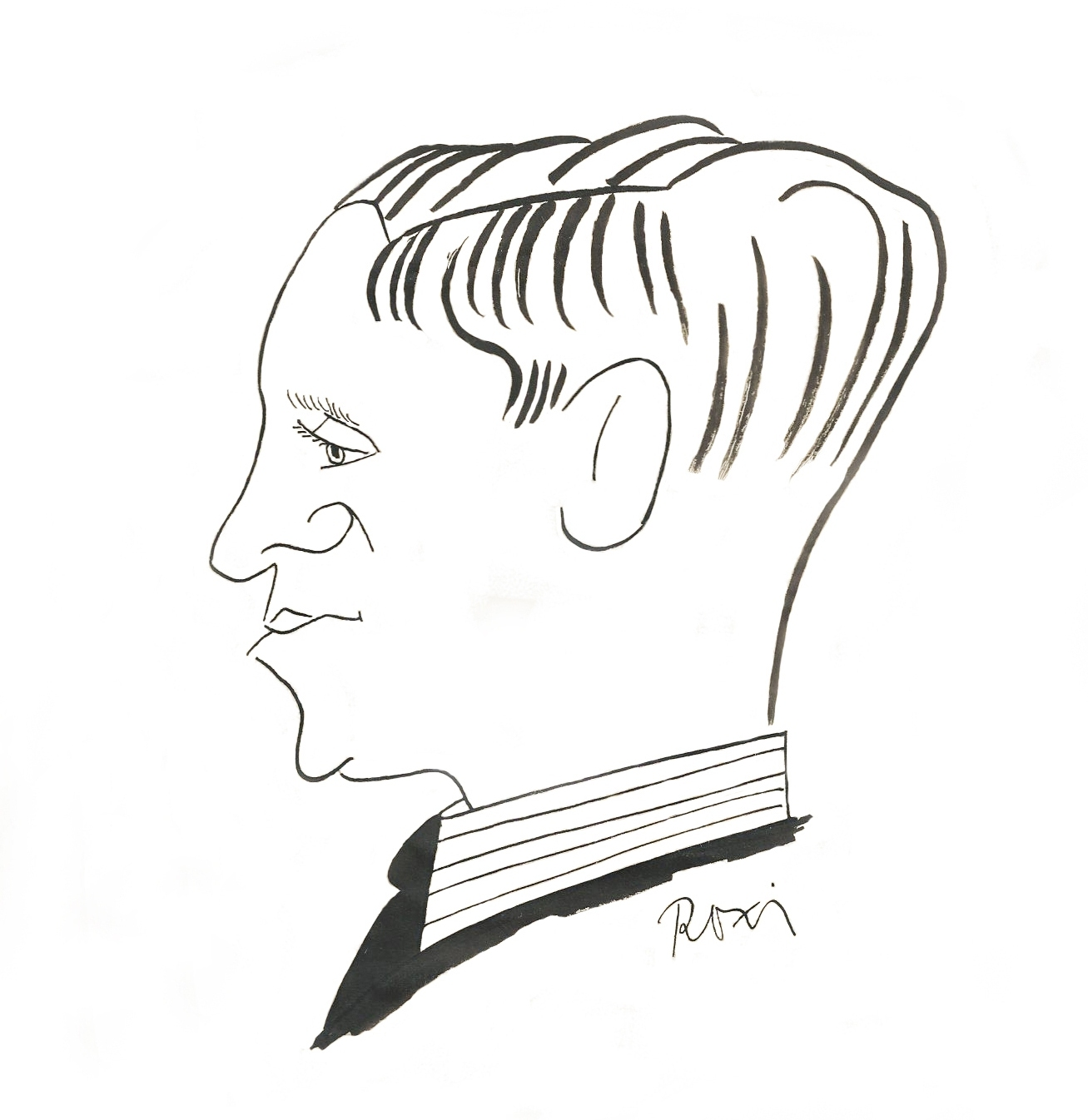
Caricatura de László Ladányi

### Su vida y obra en Hungría
En 1925 finalizó sus estudios en el Colegio Secundario de la Academia de Comercio de Budapest. Ya en su juventud se reveló su vocación por la escritura. En 1923, publicó su primer poema en el boletín literario de Budapest Új Századok (El Nuevo Siglo). Posteriormente, sus poemas fueron publicados en periódicos de la capital húngara. Entre 1936 y 1949 el semanario de literatura húngara Új Idők (1894-1949) (Nuevos Tiempos), publicó regularmente sus poemas. Sus obras también fueron incluidas en varias antologías.
Su primer libro de poesía apareció en 1940 bajo el título Az éjszaka csodája (Los misterios de la noche). En el mismo año, y ya durante la Segunda Guerra Mundial, como otros judíos, fue obligado a realizar trabajos forzados durante cinco años, de forma casi ininterrumpida.
En febrero de 1943 le dieron un solo día de permiso con motivo de su boda con Edit Utassy, con quien vivió hasta su muerte.
Este período tan duro de su vida lo reflejó en varios de sus poemas y en su novela autobiográfica La noria de mi vida.  Fueron largos años de humillación por parte de sus superiores, de trabajos físicos pesados, de hambre, de frío y de nostalgia de su casa y de su mujer, el amor de su vida.  Al final de 1944, estando ya Hungría bajo la conquista nazi y él realizando trabajos forzados en Rumanía, logró escapar escondiéndose entre los pueblos, y así salvar su vida. Al regresar a casa en 1945, después de la guerra, supo que sus padres y muchos de sus parientes habían sido asesinados. Solo su hermana y su esposa sobrevivieron.
Al fundarse la Asociación Húngara de Escritores, en 1945, fue recibido como miembro activo. Publicó artículos, obras de teatro y relatos infantiles en verso. En 1953 obtuvo un gran éxito con la representación de su drama en verso en tres actos en el teatro Madách de Budapest. Muchas de sus obras fueron emitidas en la radio, entre ellas una radionovela musical en tres actos, un drama satírico en verso, poemas y varias de sus adaptaciones de dramas de otros autores.
A consecuencia del Revolución húngara de 1956, Ladányi abandonó Hungría. Como otros escritores húngaros, no pudo soportar los límites de la libertad de expresión del régimen comunista en Hungría. En mayo de 1957, se trasladó a Israel junto con su esposa Edit y su hija Éva, donde viviría hasta su muerte.

### Su vida y obra en Israel
En sus primeros años en Israel, László Ladányi se dedicó a la fotografía y sus fotos fueron presentadas en varias exposiciones. Entre 1967 y 1977 trabajó en el Ministerio de Comunicaciones como dibujante técnico.
Paralelamente a sus otras ocupaciones en Israel, continuó escribiendo en húngaro. Sus cuentos y novelas por episodios fueron publicados regularmente en secciones literarias de la prensa israelí en húngaro: en el periódico Új Kelet (Nuevo Oriente), en el semanario A hét (Esta Semana) y en la revista de literatura y arte Kútfő (El Manantial). También tradujo relatos cortos del hebreo y el inglés al húngaro para la prensa húngara.
En 1957 se afilió a la Asociación de Escritores Húngaros en el Exterior (Hungarian Writers Association Abroad) con sede en Londres. Publicó relatos y poemas en húngaro desde el extranjero. Cientos de sus cuentos fueron publicados en la prensa húngara. Durante veinticinco años sus obras aparecieron en la revista literaria de escritores húngaros exiliados Irodalmi Ujság, publicada en Londres y posteriormente en París, para la que también trabajó como corresponsal en Israel. En 1961 escribió una serie documental sobre el proceso Eichmann en Jerusalén. Sus relatos se publicaron en Londres, en la sección literaria de la gaceta Népszava (La Voz del Pueblo) y en el periódico mensual Látóhatár (Horizonte), de Múnich (1957-1961).
László Ladányi recibió el Premio Herzl de 1971 y el Premio Nordau de 1975 como reconocimiento a su trayectoria literaria. En el año 1970 se incorporó a la Asociación de Escritores de Israel.
Varios de sus cuentos fueron traducidos al hebreo y publicados en la prensa israelí. Sus obras fueron incluidas en varias antologías publicadas en Israel, donde también se editaron muchos de sus libros en húngaro y hebreo. Murió a los 84 años.

## Sus obras más relevantes
- Az éjszaka csodája (Los misterios de la noche). Colección de poemas, 1940, Budapest
- Élet és halál között (Entre la vida y la muerte). Poema en prosa, 1962;
- Tűzözön (El diluvio de fuego). Colección de relatos cortos, ilustrados por Éva Ladányi, su hija, 1968, Tel Aviv
- Jalon Barakia (Ventana en el cielo). Colección de relatos cortos traducidos a hebreo, ilustrados por Éva Ladányi, su hija, 1974, Tel Aviv
- A lángoló özvegy (La viuda ardiente). Novela humorística y cuentos ilustrados por Éva Ladányi Dori, su hija, 1980, Tel Aviv
- Őszi verőfény (Deslumbramiento de otoño). Colección de poemas, 1982, Tel Aviv;
- Látomás a falnál (La visión en el Muro de las Lamentaciones). Novela y relatos cortos, 1984, Tel Aviv
- Barátom a dzsinn (Mi amigo el genio). Relatos cortos, cuentos humorísticos y poemas, 1985, Tel Aviv
- Életem körhintája (La noria de mi vida). Novela y cuentos, 1987, Tel Aviv
- Francia négyes (El cuarteto francés). Relatos cortos y poemas, 1989, Tel Aviv
- A lángoló özvegy (La viuda ardiente). Novela y relatos cortos, 1990, Budapest
- Gan haprajim shel Alex (El jardín de flores de Alex). Colección de relatos cortos traducidos al hebreo, 1994, Tel Aviv;

## Premios
1971 – Premio Herzl de Literatura
1975 – Premio Nordau de Literatura